# 安德烈·伊万诺维奇·舒伊斯基
安德烈·伊万诺维奇·舒伊斯基（羅馬化：Andrey Ivanovich Shuyskiy；—1589年），俄罗斯沙皇國時期军事指挥官。伊万·安德烈耶维奇·叔伊斯基的儿子。1583年出任斯摩棱斯克沃伊沃德。後來鲍里斯·费奥多罗维奇·戈东诺夫迫害叔伊斯基家族，1587年，安德烈·伊凡诺维奇·叔伊斯基被流放至卡爾戈波爾，最終在那裡被殺。